# Landtagswahlkreis Mönchengladbach II
Der Landtagswahlkreis Mönchengladbach II ist ein Landtagswahlkreis in Mönchengladbach in Nordrhein-Westfalen. Er umfasst die Stadtteile Windberg, Eicken, Am Wasserturm, Gladbach, Waldhausen, Westend, Dahl, Ohler, Hardt-Mitte, Venn, Hardter Wald, Bettrath-Hoven, Flughafen, Neuwerk-Mitte, Uedding, Hehn, Holt, Hauptquartier, Rheindahlen-Land und Rheindahlen-Mitte.
Der Wahlkreis existiert seit der Landtagswahl 1980 in dieser Form, sein Gebiet wurde seitdem kaum verändert. Seit 2017 orientiert sich sein Zuschnitt an den Stadtteilen, nachdem die bisherigen Stadtbezirke 2009 aufgelöst wurden.

## Landtagswahl 2022
Wahlberechtigt zur Landtagswahl 2022 waren 88.294 Einwohner des Wahlkreises. Die Wahlbeteiligung lag bei 49,8 %.
| Direktkandidat       | Erststimmen in % | Partei | Zweitstimmen in % |
| -------------------- | ---------------- | ------ | ----------------- |
| Jochen Klenner       | 42,0             | CDU    | 40,6              |
| Josephine Gauselmann | 28,8             | SPD    | 23,6              |
| Martin Wirtz         | 14,7             | GRÜNE  | 16,9              |
| Andreas Terhaag      | 6,7              | FDP    | 6,4               |
| –                    | –                | AfD    | 4,3               |
| Torben Schultz       | 2,2              | LINKE  | 1,9               |
| –                    | 5,5              | Übrige | 6,3               |

## Landtagswahl 2017
Wahlberechtigt zur Landtagswahl 2017 waren 90.503 Einwohner des Wahlkreises. Die Wahlbeteiligung lag bei 61,6 %.
| Direktkandidat     | Erststimmen in % | Partei  | Zweitstimmen in % |
| ------------------ | ---------------- | ------- | ----------------- |
| Angela Tillmann    | 27,6             | SPD     | 26,0              |
| Jochen Klenner     | 44,0             | CDU     | 38,0              |
| Boris Wolkowski    | 5,7              | GRÜNE   | 5,2               |
| Andreas Terhaag    | 10,4             | FDP     | 14,1              |
| Doris Kroll-Hartge | 1,7              | PIRATEN | 1,0               |
| Rohat Yilderim     | 5,0              | LINKE   | 4,8               |
| Viola Walendy      | 5,7              | AfD     | 7,0               |
| –                  | –                | Übrige  | 3,9               |

Neben dem neuen Wahlkreisabgeordneten Jochen Klenner von der CDU, der dem langjährigen Abgeordneten Norbert Post nachfolgte, der nach vier Wahlperioden nicht mehr kandidierte, wurde auch der FDP-Direktkandidat Andreas Terhaag, der bereits im Dezember 2015 in den Landtag nachgerückt war, über den Landeslistenplatz 17 seiner Partei in das Parlament gewählt. Der SPD-Direktkandidatin Angela Tillmann, die zuletzt im Januar 2016 in den Landtag nachgerückt war, reichte ihr Listenplatz hingegen nicht zum erneuten Einzug in den Landtag.

## Landtagswahl 2012
Wahlberechtigt zur Landtagswahl 2012 waren 91.287 Einwohner des Wahlkreises. Die Wahlbeteiligung lag bei 54,6 %.
| Direktkandidat  | Erststimmen in % | Partei  | Zweitstimmen in % |
| --------------- | ---------------- | ------- | ----------------- |
| Norbert Post    | 40,3             | CDU     | 31,0              |
| Angela Tillmann | 34,4             | SPD     | 34,3              |
| Boris Wolkowski | 8,2              | GRÜNE   | 9,5               |
| Sylvia Grodde   | 8,1              | PIRATEN | 8,2               |
| Andreas Terhaag | 5,3              | FDP     | 10,0              |
| Mario Bocks     | 2,3              | LINKE   | 2,2               |

## Landtagswahl 2010
Wahlberechtigt zur Landtagswahl 2010 waren 91.117 Einwohner des Wahlkreises. Die Wahlbeteiligung lag bei 53,3 %.
| Direktkandidat     | Erststimmen in % | Partei  | Zweitstimmen in % |
| ------------------ | ---------------- | ------- | ----------------- |
| Norbert Post       | 47,2             | CDU     | 41,7              |
| Angela Tillmann    | 30,1             | SPD     | 27,1              |
| Johannes Schroers  | 8,8              | GRÜNE   | 10,8              |
| Andreas Terhaag    | 5,8              | FDP     | 8,5               |
| Mario Bocks        | 5,0              | LINKE   | 5,4               |
| Sebastian Mostertz | 1,0              | ZENTRUM | 0,4               |
| Sebastian Zerbe    | 2,1              | PIRATEN | 1,6               |

## Landtagswahlen 2005
Wahlberechtigt zur Landtagswahl 2005 waren 91.742 Einwohner des Wahlkreises. Die Wahlbeteiligung lag bei 58,0 %.
| Direktkandidat                | Partei | Stimmen in % |
| ----------------------------- | ------ | ------------ |
| Angela Tillmann               | SPD    | 29,2         |
| Norbert Post                  | CDU    | 53,1         |
| Ralph Baus                    | FDP    | 7,4          |
| Peter Walter                  | GRÜNE  | 5,2          |
| Corinna Schröder              | REP    | 0,4          |
| Heinz-Jürgen Plagge-Vandelaar | PDS    | 0,7          |
| Wolfgang Geilenkirchen        | NPD    | 1,1          |
| Britta Pietsch                | WASG   | 2,8          |